# Nil-Pierreux
Nil-Pierreux (en wallon: Ni-Piroe) est un hameau de la localité de Nil-Saint-Vincent-Saint-Martin de la commune belge de Walhain située en Région wallonne dans la province du Brabant wallon.